# Průhonice
Průhonice är en ort i Tjeckien.   Den ligger i distriktet Praha-západ och regionen Mellersta Böhmen, i den centrala delen av landet, 13 km sydost om huvudstaden Prag. Průhonice ligger 296 meter över havet och antalet invånare är 2 007.